# Govekar
Govekar je priimek v Sloveniji, ki ga je po podatkih Statističnega urada Republike Slovenije na dan 1. januarja 2010 uporabljalo 249 oseb in je med vsemi priimki po pogostosti uporabe uvrščen na 1.667. mesto.

## Znani nosilci priimka
- Anton Govekar, župnik
- Darja Govekar Leban (*1964), matematičarka
- Edvard Govekar (*1961), strojnik, prof. FS UL
- Fran Govekar (1871—1949), književnik, urednik, gledališčnik
- Franc Govekar (1840—1890), učitelj, zborovodja, publicist
- Franc Govekar (1883—1979), duhovnik, glasbeni pisec
- Franc Govekar (1926—2012), župnik pri Sv. Luciji (Most na Soči), tolminski dekan
- Hermina Govekar Vičič, finančna strokovnjakinja
- Jože Govekar - Jozva (1929–2000), alpinist, himalajist
- Leopold Govekar (1894–1977), župnik
- Matevž Govekar (*2000), kolesar
- Minka Govekar (1874—1950), prevajalka in publicistka
- Monika Govekar - Okoliš (*1966), sociologinja, andragoginja
- Nataša Govekar (*1975), teologinja, misiologinja
- Vinko Govekar (1911—1999), organizator partizanskega šolstva; prvi direktor Alpine v Žireh